# SOD1
La superossido-dismutasi [Cu-Zn], anche nota come superossido dismutasi 1 o SOD1, è un enzima che nell'essere umano è codificato dal gene SOD1, localizzato nel cromosoma 21. SOD1 è una delle 3 superossido dismutasi presenti nell'uomo. Questo enzima è implicato nel processo di apoptosi (morte cellulare programmata) e nella patogenesi della sclerosi laterale amiotrofica.

## Struttura
SOD1 è un omodimero dal peso molecolare di 32kDa che contiene un sito Cu/Zn in ognuna delle sue due subunità. È proprio in questo sito Cu/Zn (dove vi è uno ione rame e uno ione zinco) che risiede l'attività enzimatica di SOD1: catalizza la trasformazione dell'eccesso di superossido (O₂⁻) in perossido d'idrogeno (H₂O₂) e diossigeno (O₂). Il processo di maturazione post-trascrizionale della proteina è complesso e non completamente chiarito.